# Leucosyrinx julia
Leucosyrinx julia é uma espécie de gastrópode do gênero Leucosyrinx, pertencente a família Pseudomelatomidae.